# Smolnice
Obec Smolnice se nachází v okrese Louny v kraj Ústecký. Žije v ní 447 obyvatel.

## Historie
První písemná zmínka o obci pochází z roku 1337.
Smolnice leží přibližně 6 km jihovýchodně od Loun. V květnu roku 1420 se zde sešel lid z Lounska, Žatecka, Rakovnicka a Slánska v místě, které se dosud nazývá Táborcem, aby se postavil do boje za husitské ideály. Vesnici a celému okolí dominuje kostelík s románskou věží, farou, postavenou v druhé polovině 17. století, a starou lípou.

## Části obce
V letech 1850–1869 k obci patřila Bedřichovice.

## Obyvatelstvo
|           | 1869 | 1880 | 1890 | 1900 | 1910 | 1921 | 1930 | 1950 | 1961 | 1970 | 1980 | 1991 | 2001 | 2011 | 2021 |
| --------- | ---- | ---- | ---- | ---- | ---- | ---- | ---- | ---- | ---- | ---- | ---- | ---- | ---- | ---- | ---- |
| Obyvatelé | 534  | 602  | 642  | 671  | 722  | 761  | 784  | 590  | 570  | 491  | 428  | 374  | 370  | 401  | 457  |
| Domy      | 77   | 90   | 95   | 117  | 124  | 145  | 177  | 182  | 168  | 161  | 155  | 189  | 195  | 206  | 219  |

## Pamětihodnosti
- Kostel svatého Bartoloměje
- Kaplička na návsi
- Fara čp. 1
- Wiehlův statek, selská usedlost, dům čp. 4
- Venkovská usedlost čp. 54
- vlastní vila Antonína Wiehla (spolupráce Mikoláš Aleš, Josef Václav Myslbek a Josef Mauder) (1898)[6][7][8]
- Lípa u fary ve Smolnici – památný strom, roste v jižní části obce v zahradě u fary čp. 1[9]
- Lípa zelená u kostela sv. Bartoloměje – památný strom, stojí u kostela svatého Bartoloměje[10]
- Lípa nad travnatou cestou – památný strom, roste na levé straně silnice od Toužetína ke Smolnici v lokalitě s místním názvem „Nad travnatou cestou“[11]

## Galerie

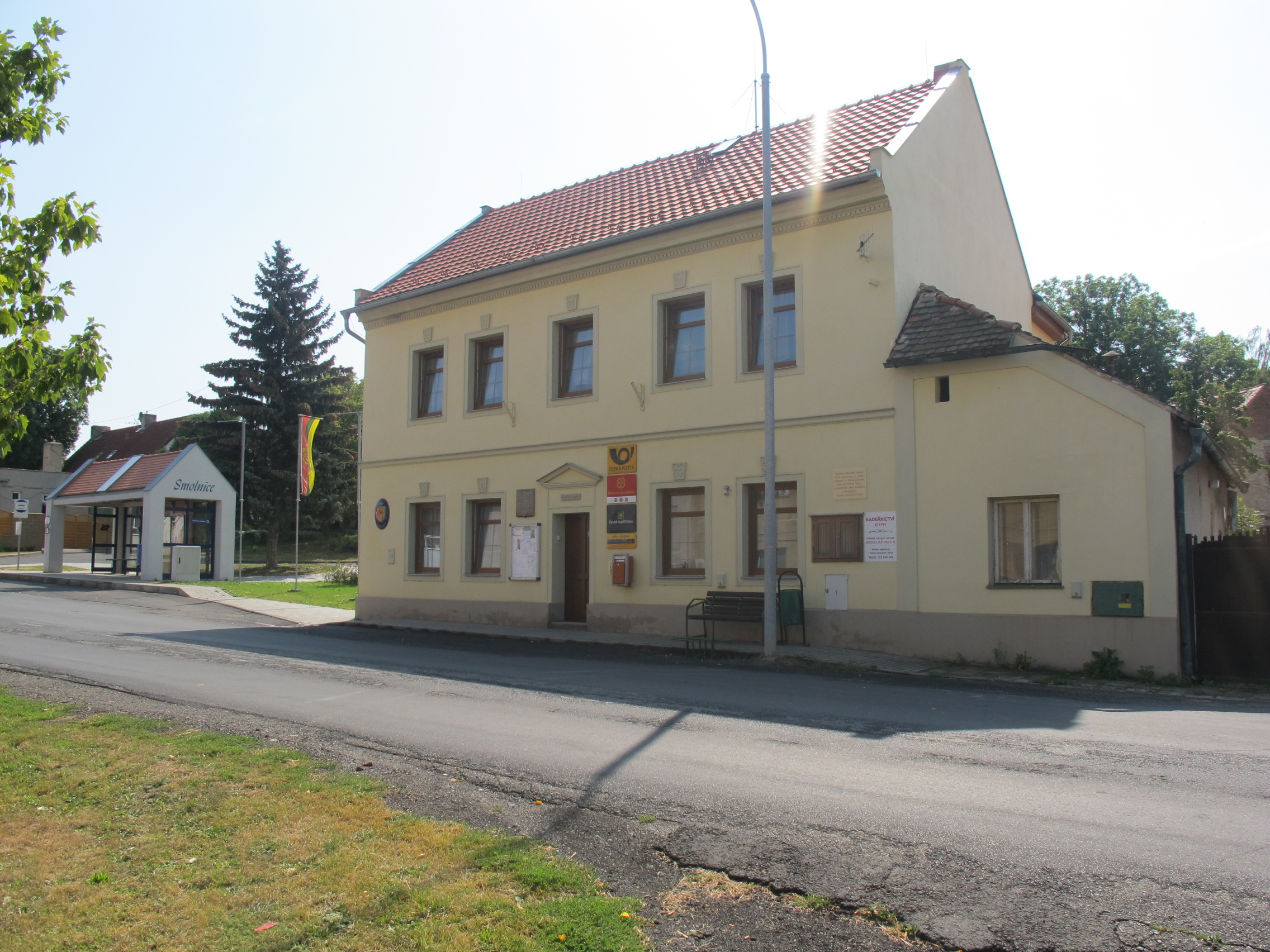
Obecní úřad
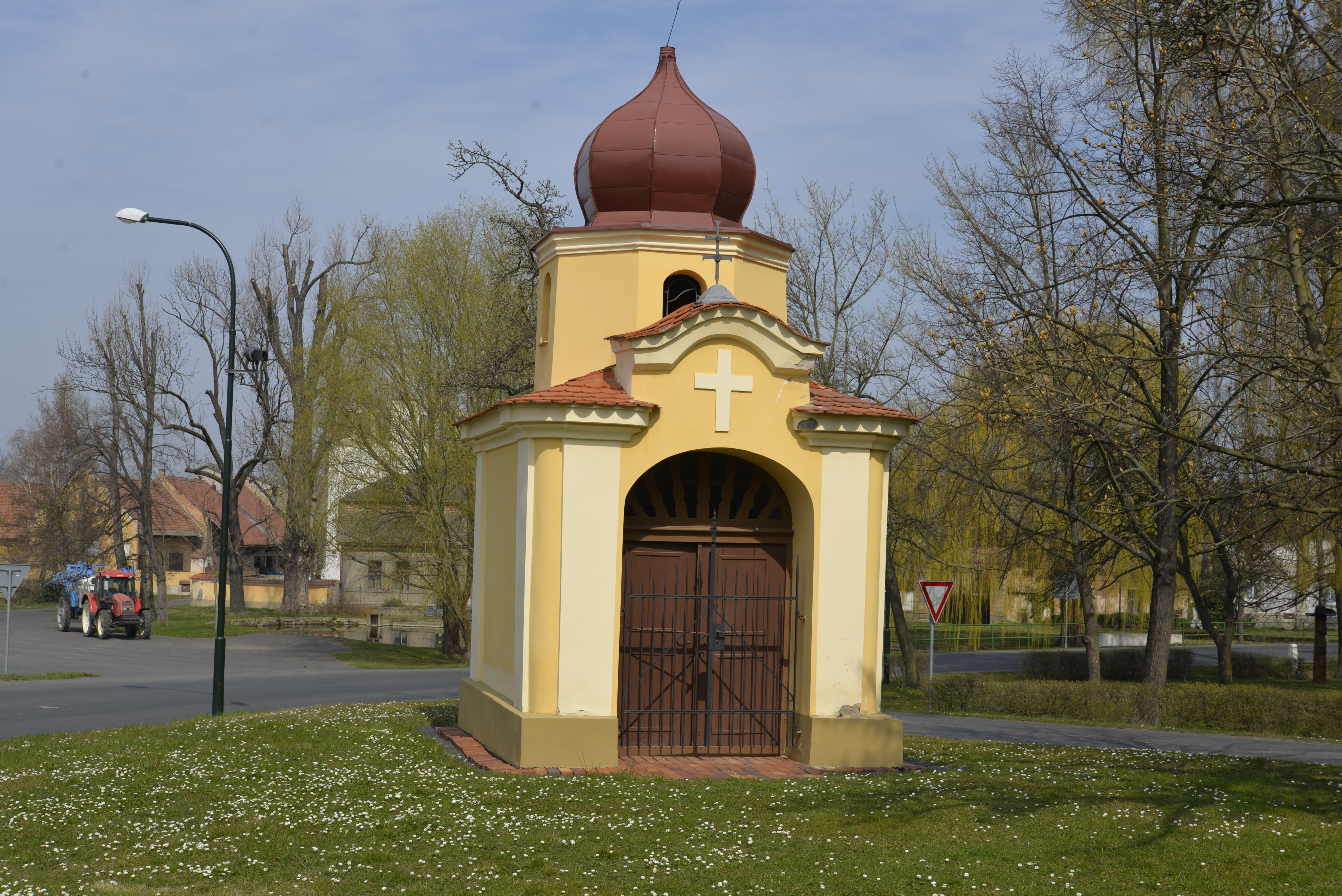
Kaple na návsi
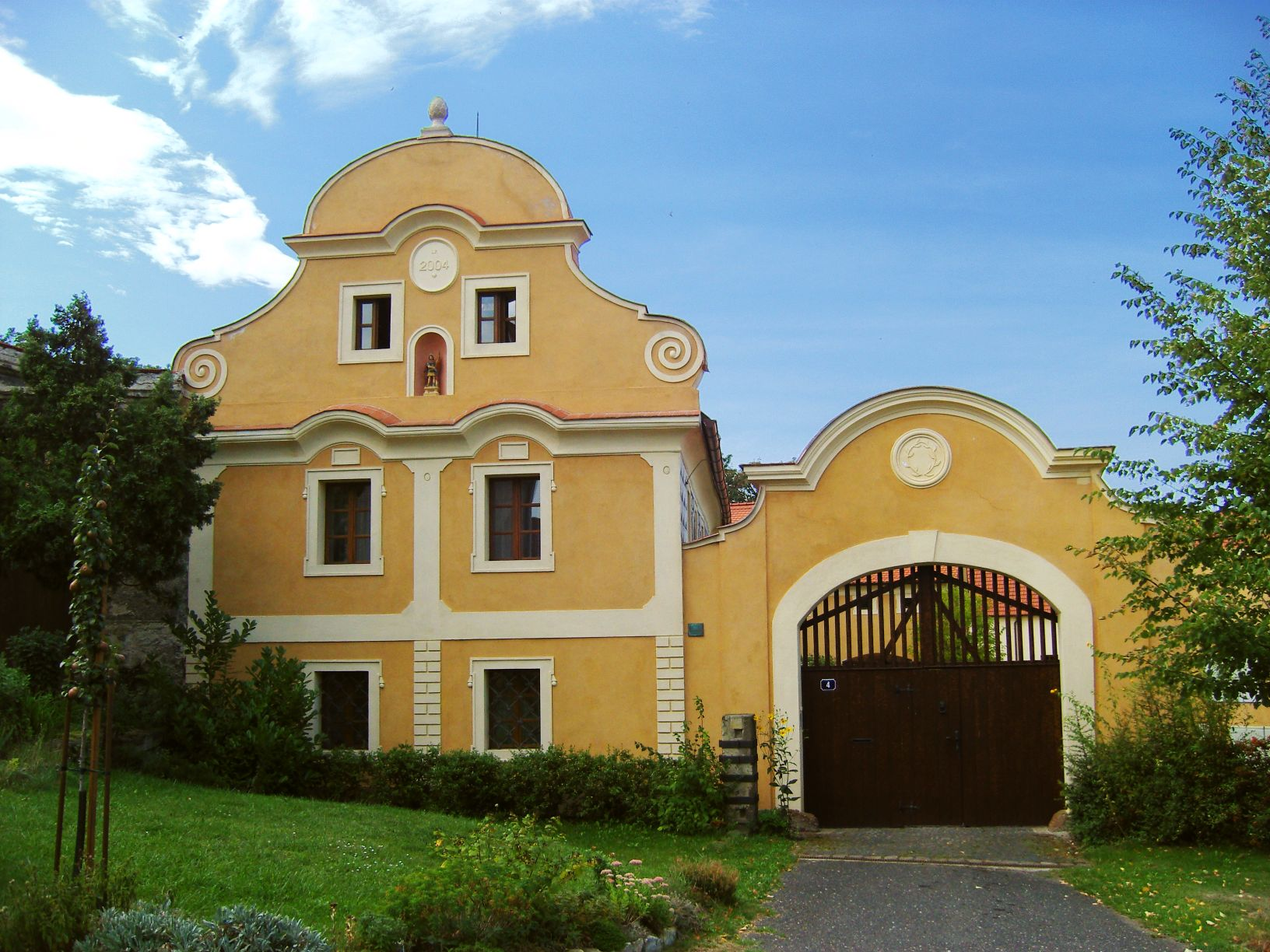
usedlost čp. 4
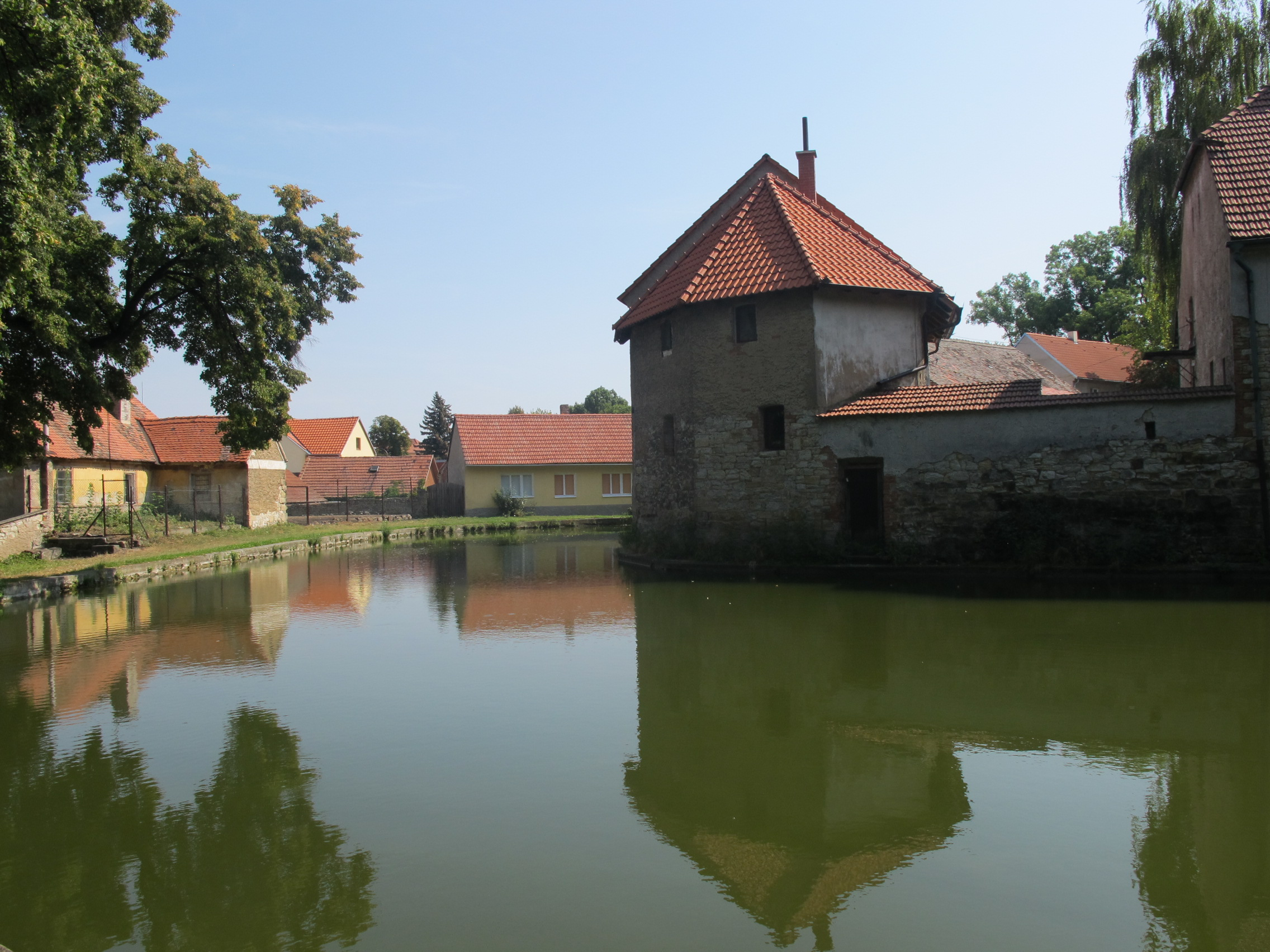
Památkově chráněný kravín
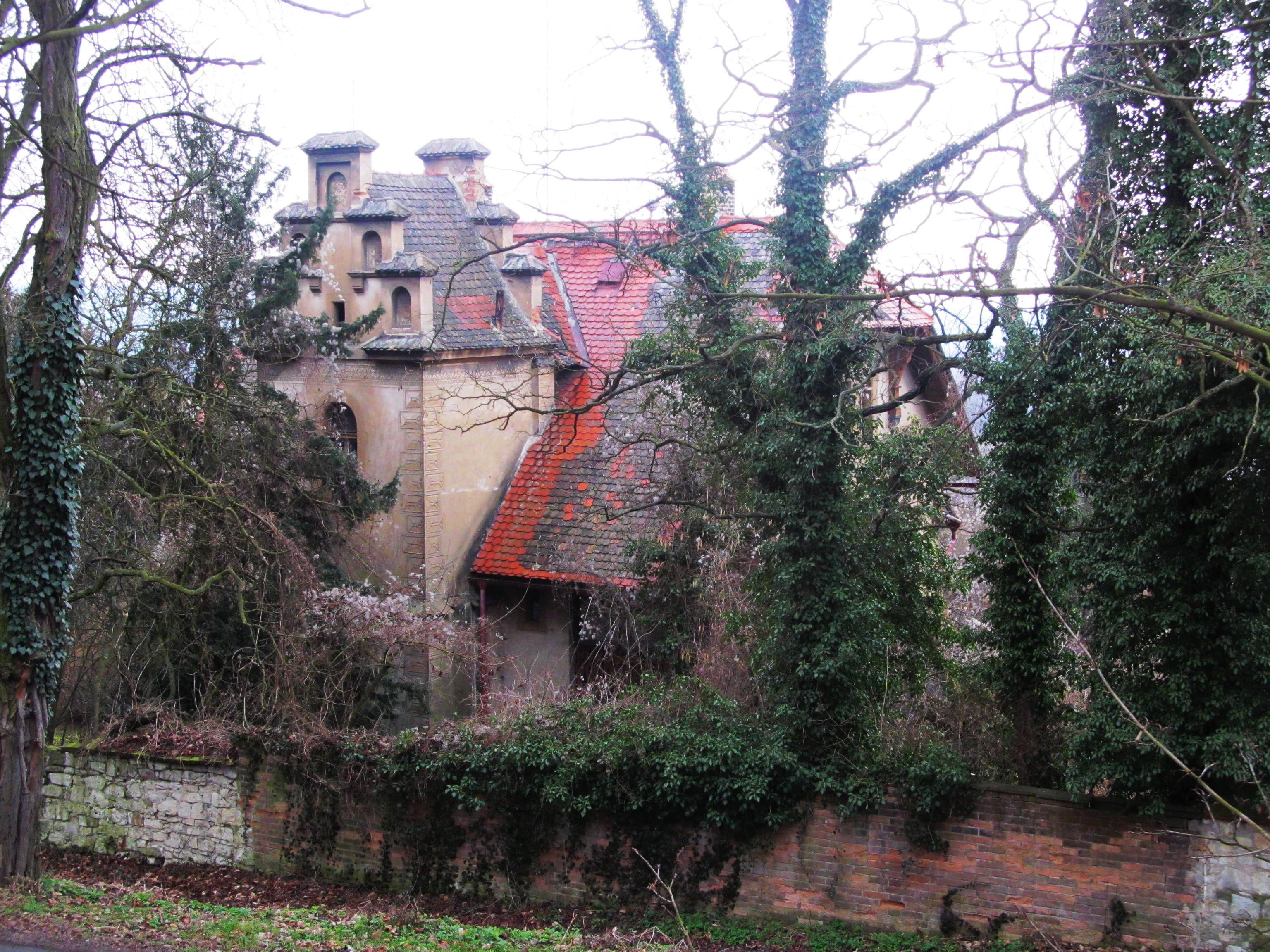
Wiehlova vila